# Saint-Lubin-de-Cravant

Saint-Lubin-de-Cravant este o comună în departamentul Eure-et-Loir, Franța. În 1 ianuarie 2022 avea o populație de 55 de locuitori.